# حساب لفظی
حساب لفظی, همچنین شناخته شده به عنوان حساب الفبایی , حساب رمز یا حساب کلمه یک نوع بازی ریاضی متشکل از یک معادله ریاضی دارای اعداد ناشناخته است بطوریکه ارقام با حروف جایگذاری شده‌اند. هدف این است که ارزش عددی هر حرف شناسایی شود. در یک نوع از این پازل با استفاده از کاراکترهای غیر الفبایی به جای حروف تعریف می‌شود.
این معادله ساده به‌طور معمول بر اساسی عمگرهای ریاضیمانند جمع، ضرب یا تقسیم نوشته می‌شود. یک مثال کلاسیک معروف معادله است که در مجله هنری Dudeney در ژوئیه 1924 منتشر شده‌است:
{\displaystyle {\begin{matrix}&&{\text{S}}&{\text{E}}&{\text{N}}&{\text{D}}\\+&&{\text{M}}&{\text{O}}&{\text{R}}&{\text{E}}\\\hline =&{\text{M}}&{\text{O}}&{\text{N}}&{\text{E}}&{\text{Y}}\\\end{matrix}}}